# Amt Frankfurt/Oder
Das Amt Frankfurt/Oder, in der zeitgenössischen Literatur meist nur Amt Frankfurt genannt, war ein königlich-preußisches (Rent-)Amt, das 1811 zur Verwaltung von den um Frankfurt (Oder) gelegenen Besitzungen der damals aufgelösten Brandenburgischen Universität Frankfurt geschaffen wurde. Der Amtssitz war in Frankfurt (Oder), das ehemalige Amtsgebiet liegt heute im Gebiet der kreisfreien Stadt Frankfurt (Oder), des Landkreises Oder-Spree (Brandenburg), und zum kleineren Teil auch in der Woiwodschaft Lebus, Polen. Das Amt Frankfurt/Oder wurde 1872/4 aufgelöst. 

## Geschichte
Die wirtschaftlichen Grundlagen der 1506 gegründeten Brandenburgischen Universität in Frankfurt (Oder) beruhten im Wesentlichen auf Grundbesitz bzw. die Renten aus diesem Grundbesitz. Er bestand aus zwei Besitzkomplexen, dem Besitz des 1540 aufgehobenen Kartäuserklosters Frankfurt an der Oder und seit 1551 auch den Gütern des Domstiftes St. Nikolai in Stendal. Nach der Auflösung der Universität Frankfurt (Oder) 1811 und deren Verlegung bzw. Vereinigung mit der Universität Breslau fielen diese Güter an den preußischen König. Zur Verwaltung der Güter um Frankfurt (Oder) wurde das Amt Frankfurt/Oder gebildet.
- Kartause bei Frankfurt (Klostergebäude, existiert nicht mehr, heute befindet sich an der Stelle des ehemaligen Klosters das Stadion der Freundschaft)
- Arensdorf. Der Ort gehörte von 1811 bis 1821 zum Amt Frankfurt/Oder, ab 1822 bis 1872 zum Rentamt Fürstenwalde.
- Briesen. Der Ort kam 1811 zum Amt Frankfurt (bis 1823), ab 1824 wurde er vom Rentamt Fürstenwalde verwaltet.
- Brieskow. Der 1811 dem Amt Frankfurt zugewiesene Ort wurde 1824 an das Rentamt Fürstenwalde übertragen.
- Döbberin. Der Ort gehörte bis 1823 zum Amt Frankfurt, danach von 1824 bis 1839 zum Amt Lebus, und von 1839 bis 1872 wiederum zum Amt Frankfurt.
- Hasenfelde. Hasenfeld gehörte bis 1821 zum Amt Frankfurt und ab 1822 zum Rentamt Fürstenwalde.
- Jacobsdorf mit Vorwerk. Der Ort wurde bis 1823 vom Amt Frankfurt verwaltet, ab 1824 vom Amt Biegen, und von 1839 bis 1872 vom Amt Frankfurt.
- Niederjesar mit Vorwerk. Niederjesar gehörte bis 1823 zum Amt Frankfurt. 1824 wurde der Ort dem Amt Lebus zugeteilt. 1839 bis 1872 wurde er wieder vom Amt Frankfurt verwaltet.
- Unterlindow (aufgegangen in Groß Lindow). Der Teilort von Groß Lindow gehörte bis 1823 zum Amt Frankfurt, dann ab 1824 zum Amt Biegen. Von 1839 bis 1872 war er wiederum dem Amt Frankfurt zugeordnet.

1821/23 wurde das Amt Frankfurt vorübergehend aufgelöst. 1839 wurde es als reines Rentamt wieder begründet. Es übernahm die Rent- und Polizeiverwaltung der Ämter Biegen, Lebus und Neuendorf/NM. 
Nach der Finanz-Statistik der Königlichen Staats-Domänen im Regierungsbezirk Frankfurt, nach ihrem Zustande im J. 1850, die Berghaus publizierte, verwaltete das Rentamt Frankfurt noch eine ganze Reihe kleinerer Pachtobjekte:
- Neubrücker Forst, die Hohenwalder Pfarrwiesen, vier weitere Pachtstücke und die Sandfurthsche Wiese
- drei Seen bei Müllrose, ein Fleck Gartenland bei Müllrose
- Kornbusch und Zauchsee (verlandet) bei Neu Lebus/Nowy Lubusz (Słubice, Woiwodschaft Lebus, Polen)
- Alt Mahlisch, abgeteilte Stücke vom dortigen Vorwerk
- Frankfurt (Oder), eine Wiese am Marienwinkel und die Berlachswiese zum Regierungsgebäude in Frankfurt (Oder) gehörend
- ein Pachtstück bei der Klixmühle (Wohnplatz von Brieskow-Finkenheerd) im Schlaubetal

## Amtleute
- 1818 Budee, Kriegsrat[2]
- 1821 Buddee, Kriegsrat und Rent-Amtmann[3]
- 1841 Hoffmann[4]
- 1848 Hoffmann[5]
- 1851 Hoffmann[6]
- 1852 Kuhlke[7]
- 1868 Kuhlke, Domänenrat[8]

## Belege

## Anmerkung
1. ↑  Dies ist die Schreibweise in der Literatur (Beck et al.).

Koordinaten: 52° 21′ N, 14° 33′ O